# Chuột xạ Peters
Chuột xạ Peters, tên khoa học Crocidura gracilipes, là một loài động vật có vú trong họ Chuột chù, bộ Soricomorpha. Loài này được Peters mô tả năm 1870. Chúng là loài đặc hữu của Tanzania..